# Serwozawór elektrohydrauliczny
Serwozawór elektrohydrauliczny – zawór hydrauliczny, w którym suwakiem sterującym przepływem cieczy steruje się przy pomocy strumienia pomocniczego sterowanego elektromagnetycznie. Stosuje się je w hydraulicznych układach automatyki do regulacji położenia, prędkości oraz siły poprzez sterowanie natężeniem i kierunkiem przepływu proporcjonalnie do wartości sygnału sterującego.
Zalety: 
- Precyzyjne sterowanie natężeniem przepływu

Wady:
- Mała odporność na zanieczyszczenia